# Фабіана де Олівейра
Фабіана де Олівейра (порт. Fabiana Alvim de Oliveira, як гравець відома під іменем Фабі (порт. Fabi), 7 березня 1980) — бразильська волейболістка, олімпійська чемпіонка.

## Виступи на Олімпіадах
| Олімпіада   | Дисципліна | Місце |
| ----------- | ---------- | ----- |
| Пекін 2008  | волейбол   | 1     |
| Лондон 2012 | волейбол   | 1     |